# Dymphne de Geel
 (septembre 2018).
Si vous disposez d'ouvrages ou d'articles de référence ou si vous connaissez des sites web de qualité traitant du thème abordé ici, merci de compléter l'article en donnant les références utiles à sa vérifiabilité et en les liant à la section « Notes et références ».
 Dymphne de Geel (aussi Dypne, Dymphna, Dymfna, Dimfna, Dympna ou Dimpna) est une sainte martyre du VIIe siècle, probablement née en Irlande. Elle est la sainte patronne de la ville de Geel dans la province d'Anvers en Belgique ainsi que la patronne des malades mentaux et des professionnels de ce type de maladie.

## Biographie
D'après la tradition, Dymphne est la fille du roi païen irlandais Damon et d'une mère chrétienne d'une grande beauté qui fait baptiser secrètement Dymphne par le Père Gerebernus.
La reine meurt alors que la princesse Dymphne est encore enfant. Le roi en est désespéré et recherche une nouvelle épouse aussi belle que l'était sa femme défunte. Mais aucune femme ou jeune fille n'est en mesure d'égaler en beauté la feue reine.
Fou de chagrin et sur l'avis de ses conseillers, il se résout à épouser sa propre fille laquelle a hérité des traits parfaits de sa mère.
Dymphne fuit, avec son confesseur, le Père Gerebernus, vers le continent européen. Ils arrivent en Flandre et s'établissent dans une petite chapelle dans les forêts de la Campine. Tous deux s'installent là et s'occupent des pauvres et des nécessiteux. La chapelle de Geel devient alors vite connue.
Cependant le roi fait rechercher les deux fugitifs et, après quelques années, ses sbires les découvrent dans les marais. Le roi veut à nouveau obliger Dymphne à l'épouser mais la réponse de la jeune fille est un non clair et net. Cette réponse rend le roi furieux et il décapite sa propre fille. Ses soldats décapitent également le Père Gerebernus.

## Vénération
La base historique pour cette tradition est incertaine. Il existe des variations de cette légende qui a aussi des équivalents en d'autres pays européens et qui a pu inspirer à Charles Perrault le conte de Peau d'âne.
Dymphne entre dans l'histoire au XIIIe siècle grâce à un évêque chargé de rédiger sa biographie.
Ses reliques auraient été transférées vers Geel (celle de Gerebernus vers Sonsbeck près de Xanten (Wesel (arrondissement) en Allemagne) – sa tête se trouverait toutefois encore à Geel).
Sur sa tombe, des guérisons miraculeuses se seraient réalisées et cela a attiré des pèlerins, surtout des malades mentaux, vers Geel. Cette dévotion se trouve à l'origine du centre de soins familial pour les patients psychiatriques à Geel.
Au cours du XXe siècle, ce système de soin fut repris par l'État et s'est fort étendu. En 1970, il y avait environ 1 700 patients à Geel, 1 350 chez les familles d'accueil et 350 en centre de soins fermé.

### Contes
- Thibaud et Doralice
- L'Ourse
- Peau d'âne